# El-Biar

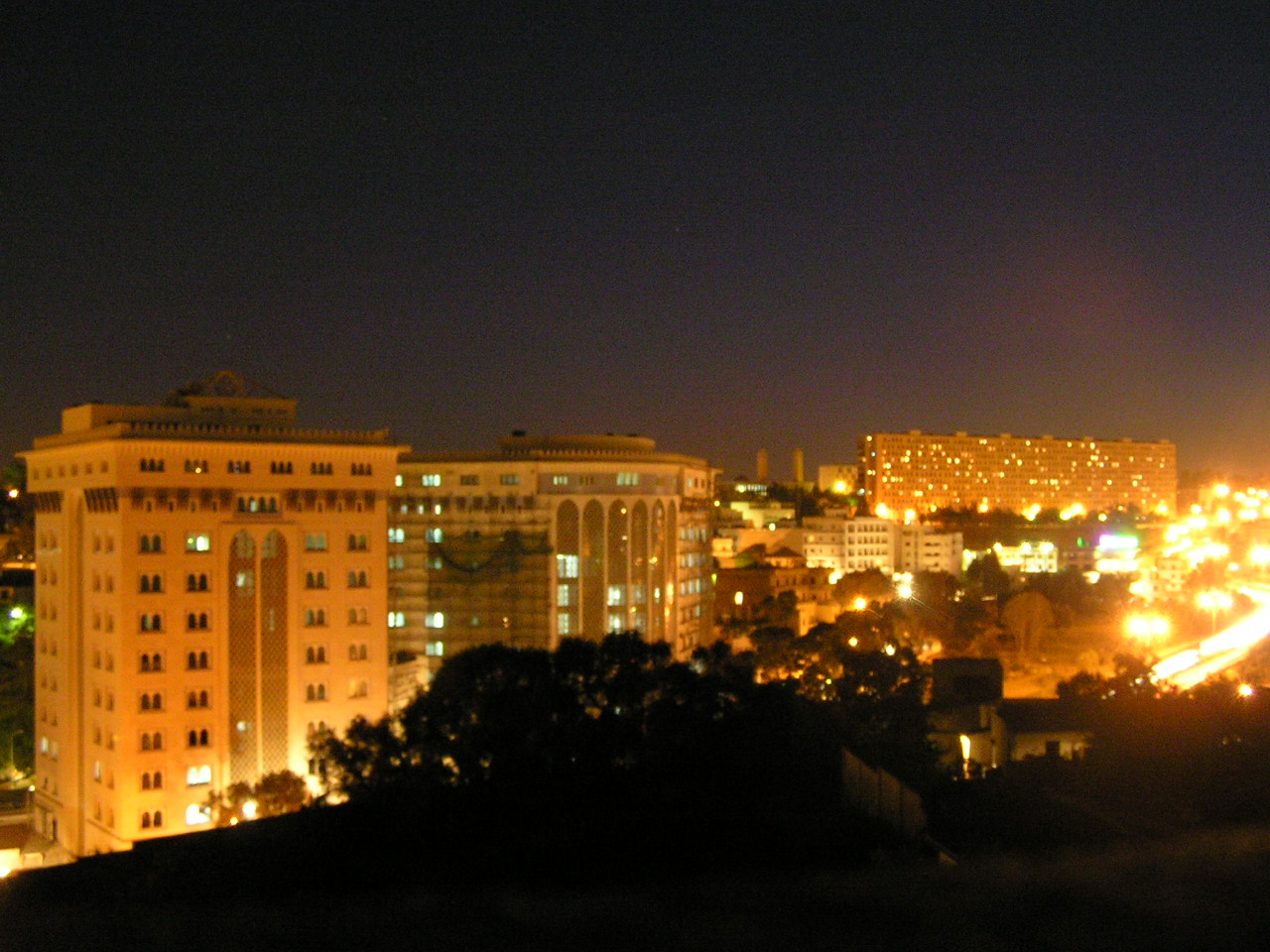
El-Biar

El-Biar (do árabe "الأبيار" significado "Os poços") é uma cidade na Argélia, berço de Jacques Derrida.